# Aleksandar Đukić
Aleksandar Đukić (Valjevo, 30 novembre 1980) è un ex calciatore serbo, di ruolo attaccante.

## Caratteristiche tecniche
È un centravanti.